# Servicio de Impuestos Internos de los Estados Unidos
El Servicio de Impuestos Internos (en inglés: Internal Revenue Service; sigla: IRS), también Servicio Interno de Rentas, es la instancia federal del Gobierno de los Estados Unidos encargada de la recaudación fiscal y del cumplimiento de las leyes tributarias. Constituye una agencia encuadrada en el Departamento del Tesoro de los Estados Unidos y también es responsable de la interpretación y aplicación de las leyes fiscales de carácter federal.

## Historia
En julio de 1862, durante la guerra de Secesión, el presidente Lincoln y el Congreso crearon la oficina del Comisionado de Impuestos Internos (Commissioner of Internal Revenue) y promulgaron una ley estableciendo un impuesto sobre la renta para pagar los gastos de guerra. La figura del comisionado subsiste todavía hoy como máximo responsable del Servicio de Impuestos Internos (IRS).
En 1918, la Oficina de Impuestos Internos (Bureau of Internal Revenue) comenzó a utilizar la denominación de Internal Revenue Service en un formulario de impuestos. El cambio de nombre se formalizó en 1953 por decisión del Departamento del Tesoro. Actualmente, el comisionado del IRS y el Consejo Principal de Asesores son elegidos por el presidente y confirmados por el Senado de los Estados Unidos.

## Funciones
El IRS publica los formularios fiscales que los contribuyentes deben seleccionar y utilizar para calcular y declarar su deuda tributaria federal. La Agencia Tributaria también publica una serie de formularios para sus operaciones internas, como los formularios 3471 y 4228.
Además de recaudar ingresos y perseguir a los defraudadores fiscales, el IRS emite resoluciones administrativas, como las resoluciones sobre ingresos y las resoluciones de cartas privadas. Además, el Servicio publica el Internal Revenue Bulletin, que contiene diversos pronunciamientos del IRS.
El IRS actualiza anualmente los tipos impositivos y las tablas de retenciones, por lo que conviene utilizar la herramienta de evaluación cada año, especialmente si se han producido cambios en sus ingresos, estado civil u objetivos financieros.
Además de los procedimientos anteriores, el IRS también participa en la elaboración de normas formales para proporcionar su propia interpretación formal de la ley, o cuando la propia ley ordena que el Secretario del Tesoro proporcione dicha elaboración de normas. El IRS inicia el proceso reglamentario formal mediante la publicación de un Aviso de Propuesta de Reglamentación (NPRM) en el Registro Federal, en el que se anuncia la reglamentación propuesta, la fecha de la audiencia en persona y el proceso mediante el cual las partes interesadas pueden expresar sus opiniones, ya sea en persona en la audiencia en Washington D. C., o por correo. Una vez transcurrido el plazo establecido por la Ley de Procedimientos Administrativos, el Servicio decide sobre los reglamentos definitivos "tal cual" o reflejando los cambios, o a veces retira los reglamentos propuestos. En general, los contribuyentes pueden basarse en los reglamentos propuestos hasta que entren en vigor los reglamentos definitivos. Por ejemplo, los profesionales de los recursos humanos se basan en la propuesta de reglamento de 4 de octubre de 2005. (referencia 70 FR 57930-57984) para la compensación diferida de la sección 409A (las llamadas normas de compensación diferida de Enron destinadas a reforzar las antiguas normas) porque las normas aún no se han finalizado.